# Praga Piccolo

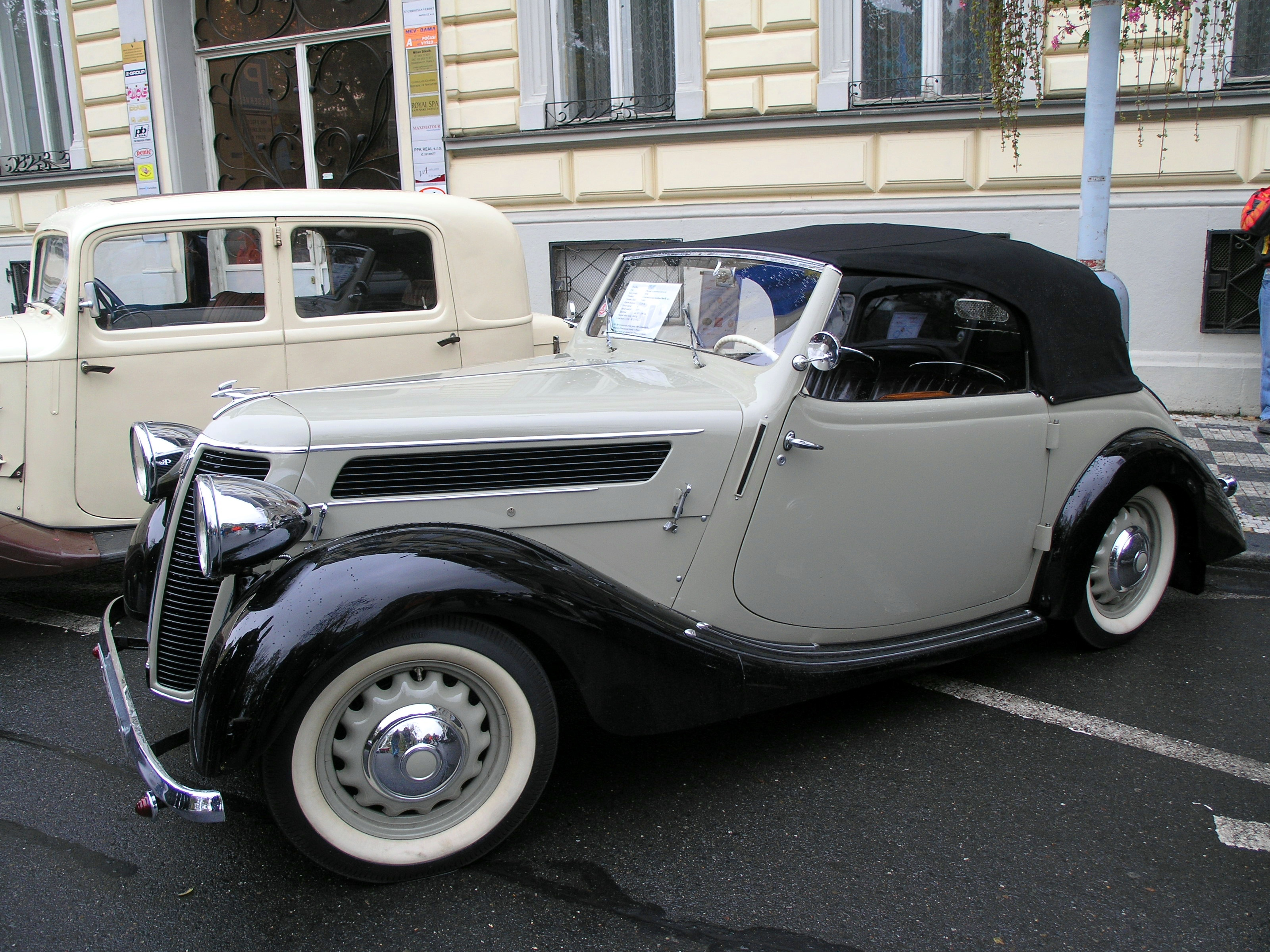
Praga Piccolo (1938)

Praga Piccolo byl československý meziválečný malý automobil z továrny Praga, konstruktéra Františka Kece, populárně označovaný také jako Praga Piccola nebo Piccola. Protože byl určen širší vrstvě obyvatel a doznal značného rozšíření, je někdy označován jako český Ford T. Byl vyráběn automobilním oddělením Praga ve společnosti Českomoravská-Kolben-Daněk a. s.

## Historie
Automobilka Praga dodávala tento automobil plným tempem. Denně 18-20 vozů opouštělo i za hospodářské krize v roce 1932 expedici továrny. Automobil Praga Piccolo 1933 o obsahu válců 1000 cm3 a výkonu 22 kW stál pouze 26 500 Kč (původní cena v roce 1925 byla 43 000 Kč), a silnější model s motorem Rudolfa Vykoukala o zdvihovém objemu válců 1467 cm³ a výkonu 22,4 kW/30 k stál 29 800 Kč. Tyto ceny lákaly velké množství kupců, vůz byl pohodlný, osvědčený, solidně stavěný a pracoval spolehlivě dlouhá léta. Pro vynikající vlastnosti stal se vůz Praga Piccolo nejrozšířenějším československým vozem a jemu vděčila továrna za skvělé úspěchy v prodeji v málo příznivé době počátkem 30. let 20. století.

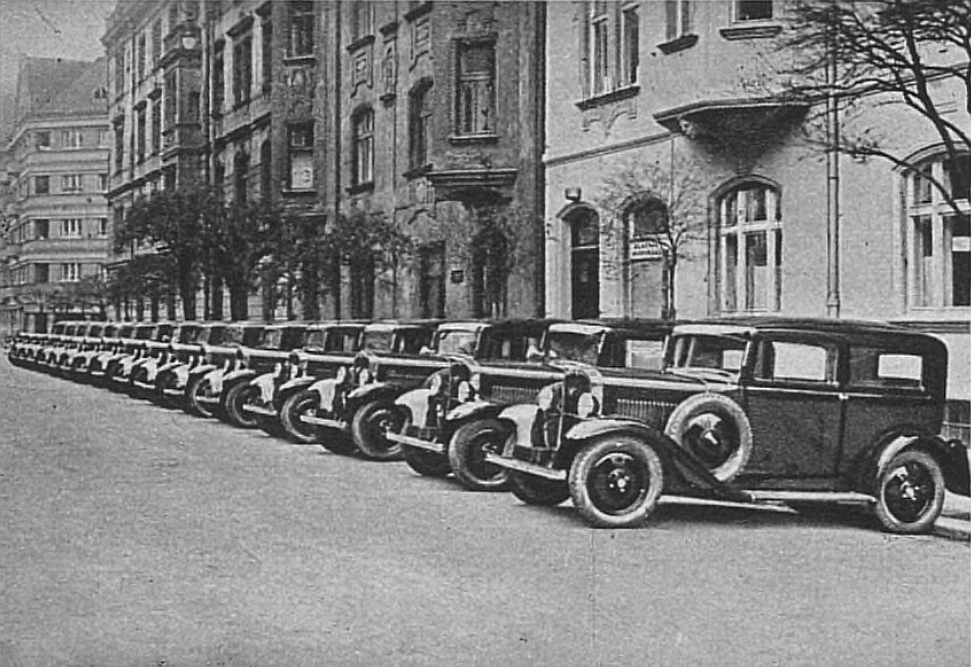
Praga Piccolo (1932). Automobily připravené k expedici

Praga Piccolo byl zřejmě nejrozšířenějším osobním automobilem, který jezdil po silnicích Československa ve druhé polovině dvacátých let a pak během třicátých let 20. století.[zdroj?] Vůz byl nabízen za relativně dostupnou cenu a přitom se vyznačoval dobrou výdrží i spolehlivostí. Byl vyráběn v letech 1924 až 1941, kdy postupně vzniklo 36 různých vývojových sérií. Poslední modely Piccoly se od původního záměru o malý a levný vůz už poněkud vzdalovaly.
Vozy Praga Piccolo jsou populární i mezi milovníky automobilových veteránů.

## Ohlas v kultuře
Pragovka Piccola se díly své popularitě stala ústřední nebo důležitou součástí hned několika literárních děl, například:
- Borovec-Balda, Josef: Malá Tatra versus Praga-Piccolo aneb Jezdit volně - ale ne volně milovat! Praha, Fr. Švejda, [1931].
- Jaboud: Trafouš, páskové, Vyšehradští jezdci a jiné vzpomínky. Dětství a mládí v Praze padesátých let. Praha, NZB 2011.[8]
- Urban, Miloš: Praga piccola. Praha, Argo 2012.[9] ISBN 978-80-257-0737-1
- Vlastimil Rada, Jaroslav Žák: Bohatýrská trilogie (část Příběh páně Francánovy pikolky). Praha, SNKLU 1959, s. 150–152[10]

Vůz Praga Piccola je rovněž ústředním námětem cestopisu vzniklého za spoluúčasti továrny Českomoravská Kolben-Daněk.
- Wagner, J.: Na deset let starém voze Praga Piccolo přes Alpy. Cestopisná reportáž s původními fotografiemi. Plzeň, V. J. Krýsa a Brno-Husovice, J. Jícha 1934.